# حاجی‌بی‌لی (احسانیه)
حاجی‌بی‌لی (به ترکی استانبولی: Hacıbeyli) یک منطقهٔ مسکونی در ترکیه است که در احسانیه واقع شده‌است.